# Psittacanthus sonorae
Psittacanthus sonorae là một loài thực vật có hoa trong họ Loranthaceae. Loài này được (S. Watson) Kuijt miêu tả khoa học đầu tiên năm 1971.